# Xəlfəlikənd
 (juillet 2021).
Xəlfəlikənd (également, Khalfalikend et Khalifa) est un village du district de Lerik en Azerbaïdjan. Le village fait partie de la commune de Mistan (en).